# 姜家村 (章丘市)
姜家村，中华人民共和国山东省济南市章丘市高官寨镇所辖的一个行政村。全行政村人口395户、1513人(2005年)。耕地面积2755亩(2005年)。行政区划代码370181114238。